# Dom Fernando II e Glória
Фрегат Dom Fernando II e Glória — португальский парусный 50-пушечный фрегат. По состоянию на 2022 год — корабль-музей, пришвартованный в сухом доке в Касильяше (Лиссабон, Португалия).
Последний по времени постройки португальский парусный военный корабль. Спущен на воду в 1843 году, вошёл в строй в 1845 году. За время активной службы прошёл более ста тысяч морских миль, что эквивалентно пяти кругосветным плаваниям.

## История

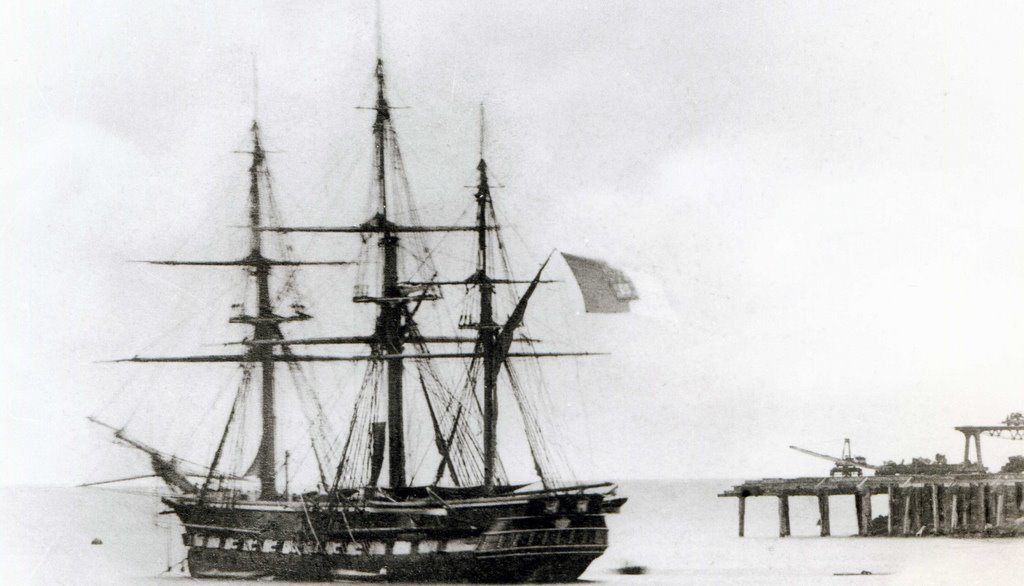
На якоре в Понта-Делгада, Азорские острова (1878)

### Строительство
В 1821 году интендант королевского флота в Гоа предложил построить новый фрегат в Дамане, рядом с которым находились большие леса тикового дуба, считавшегося отличным материалом для кораблестроения. Разрешение короля Жуаном VI было получено в 1824 году.
Мигелистские войны и последовавшие за ними политические и экономические неурядицы на годы задержали строительство на верфях арсенала королевского флота, по завершении которого в 1843 году корабль был спущен на воду и отбуксирован в Гоа для дооснащения.
Название из двух частей («Король Фернанду II и Слава») было дано в честь короля-консорта (мужа королевы Марии II) и Богоматери славы, особо почитаемой католиками Гоа.
Фрегат особо выделялся своими просторными каютами, что было важным в плаваниях, длящихся до трех месяцев и более без остановок.

### Активная служба
Первое плавание парусника с командой из 145 человек из Гоа в Лиссабон длилось со 2 февраля до 4 июля 1845 года.
После этого корабль на протяжении многих лет использовался в разных целях:
- Перевозка в колонии Португалии в Африке и Индии войск, чиновников, колонистов и ссыльных каторжников.
- Перевозка на остров Мадейра жены императора Бразилии Педру I Амелии Лейхтенбергской и их дочери Марии Амелии (1852).
- Перевозка из Мозамбика в Анголу исследователя Антониу да Силва Порту[порт.] и членов его экспедиции после пересечения ими Африки по суше от западного до восточного берега (1854).
- Участие в качестве флагманского корабля в подавлении восстания в Амбрише (Ангола, 1855).
- Участие в колонизации Уила (Ангола, 1860).

В 1865 году парусник стал учебным артиллерийским кораблем португальских военно-морских сил и проводил тренировочные плавания до 1878 года, когда совершил последний поход на Азорские острова. В ходе этой заключительной миссии была спасена команда американского барка «Lawrence Boston», который загорелся в районе архипелага.

### По завершении активной службы
После этого фрегат встал на постоянную стоянку в Лиссабоне в качестве военно-морской артиллерийской школы. В 1889 году в конструкцию были внесены значительные изменения для размещения современных пушек.
В 1938 году служил флагманом военно-морских сил континентальной Португалии.
В 1940 году был признан устаревшим и стал штаб-квартирой Благотворительного учреждения фрегата Dom Fernando (порт. Obra Social da Fragata Dom Fernando), задачей которого было давать общее образование и обучать морскому делу малообеспеченную молодежь.
В 1963 году в ходе ремонта начался пожар, сильно повредивший деревянный корпус, после чего он был заброшен и лежал на берегу реки Тежу около трёх десятилетий.

## Восстановление

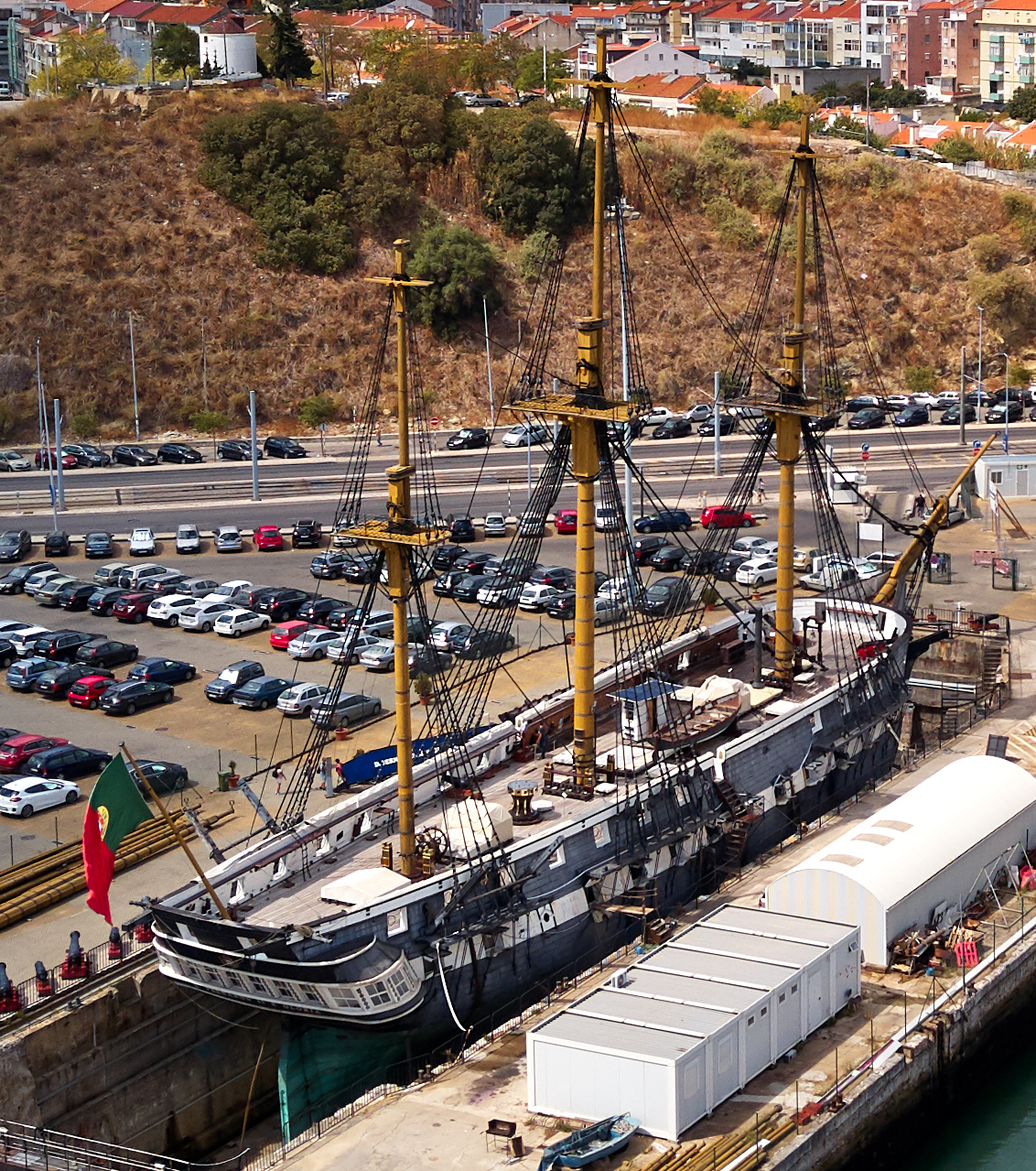
В сухом доке в Касильяше (2017)

В 1990 году ВМС Португалии и Национальная комиссия по увековечиванию португальских открытий решили восстановить парусник до оригинального состояния 1850-х годов.
В 1992 году деревянный корпус был снят с илистых отмелей и снова спущен на воду, помещен в плавучий док и перевезен сначала в сухой док арсенала, а в 1993 году на верфи в Авейру, где оставался в течение следующих 5 лет.
Реставрация фрегата получила широкую общественную и частную поддержку и завершилась в 1998 году:
- 27 апреля восстановлен в составе португальских военно-морских сил в качестве вспомогательного подразделения UAM 203.
- 18 июля признан историческим военным кораблем.
- 12 августа установлен у Морского музея в Белене.

В рамках Всемирной выставки 1998 года, приуроченной к открытию экспедицией Васко да Гама морского пути в Индию, Dom Fernando II e Glória был главной достопримечательностью, которую посетили почти 900 000 человек.
С 2008 года занял своё нынешнее местоположение.

## Галерея

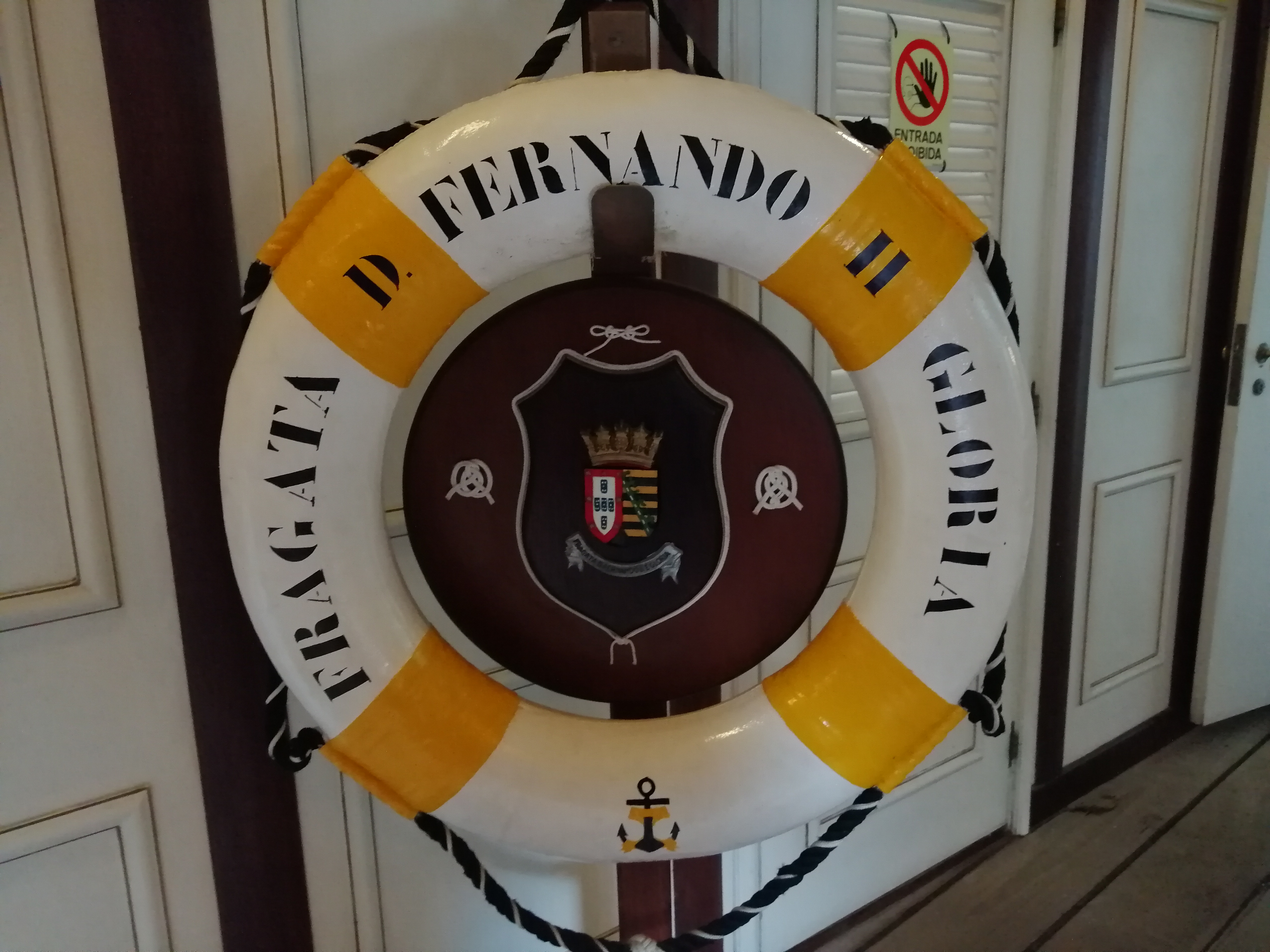
Спасательный круг
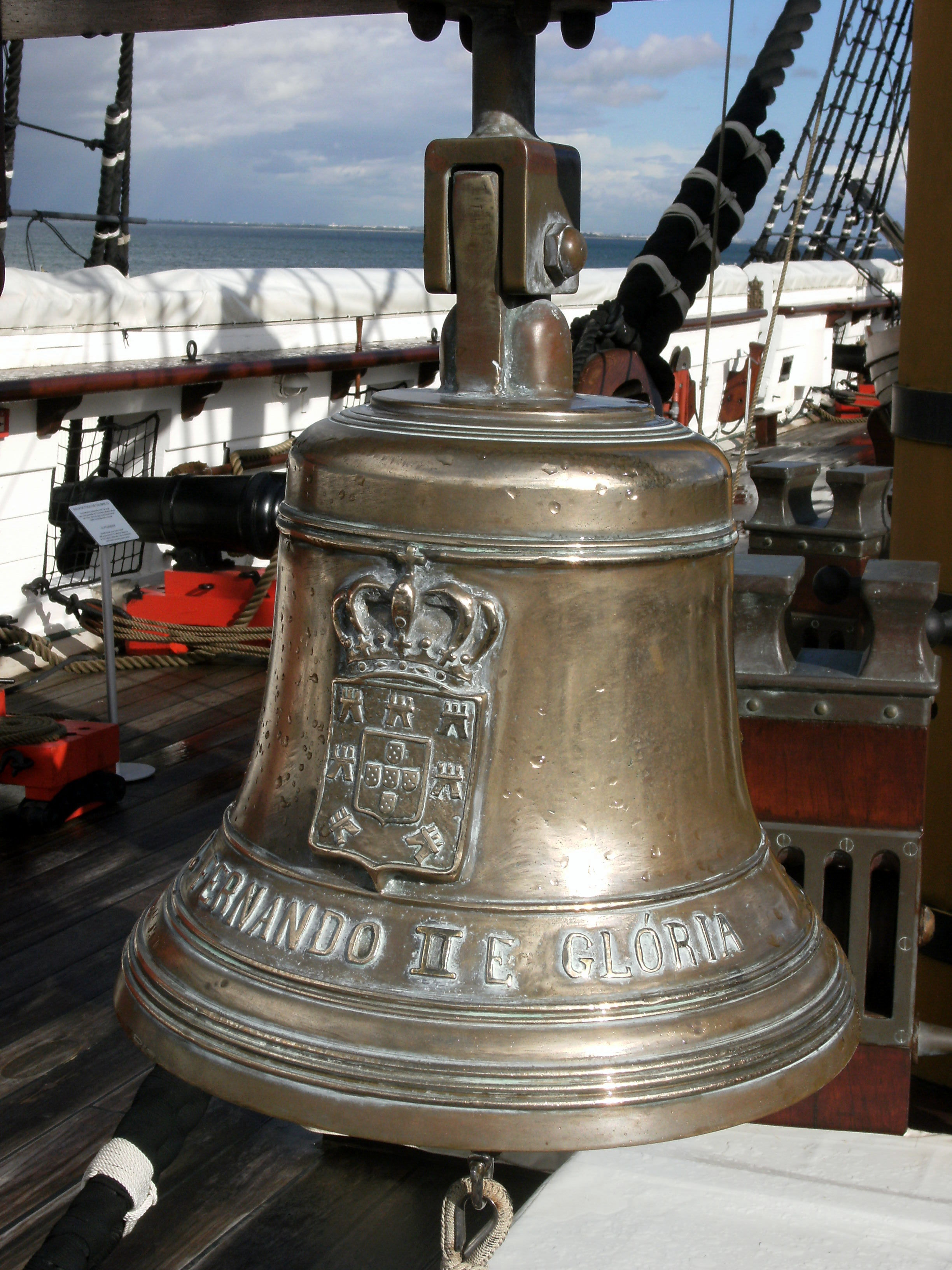
Рында
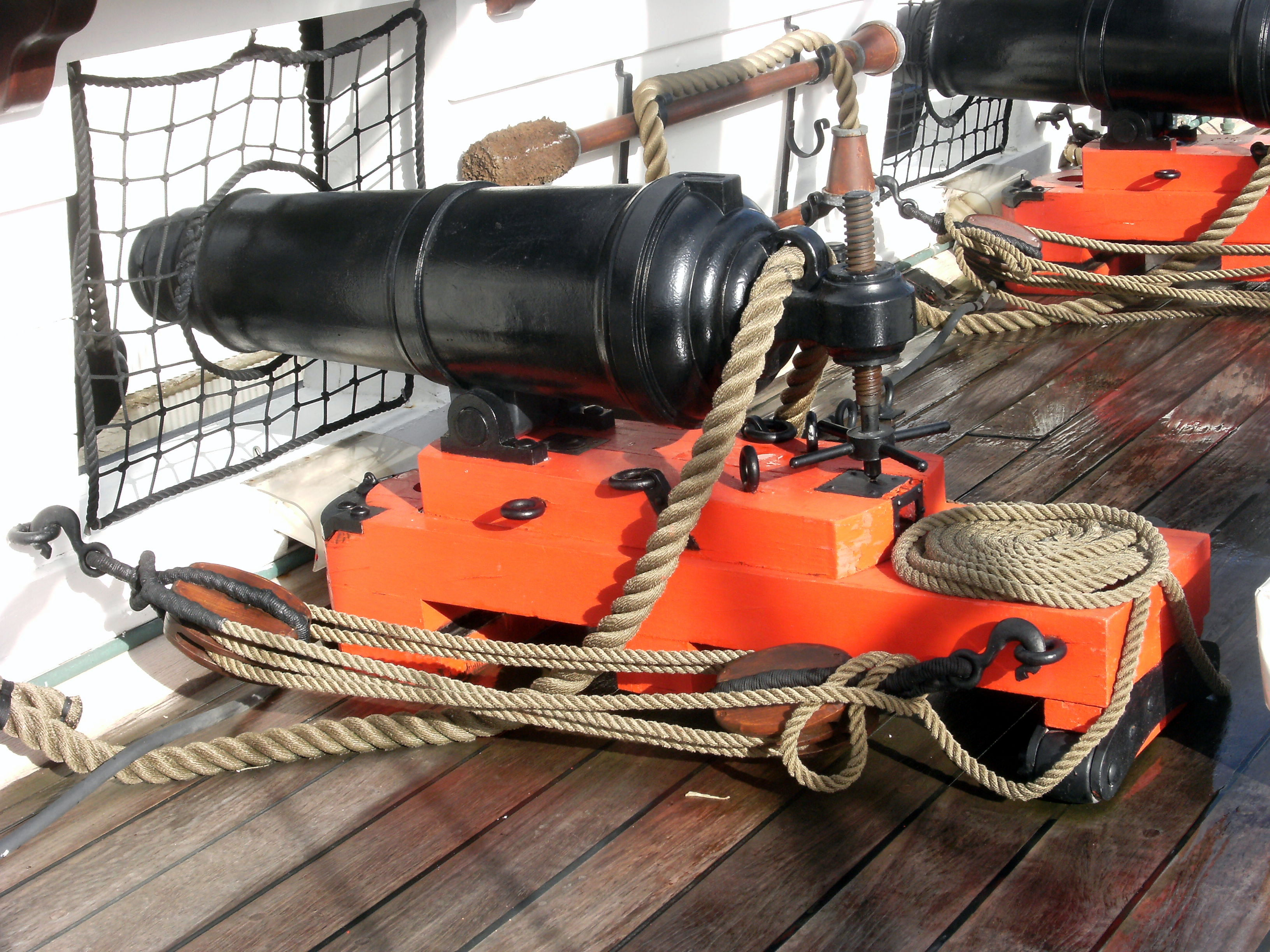
Пушка
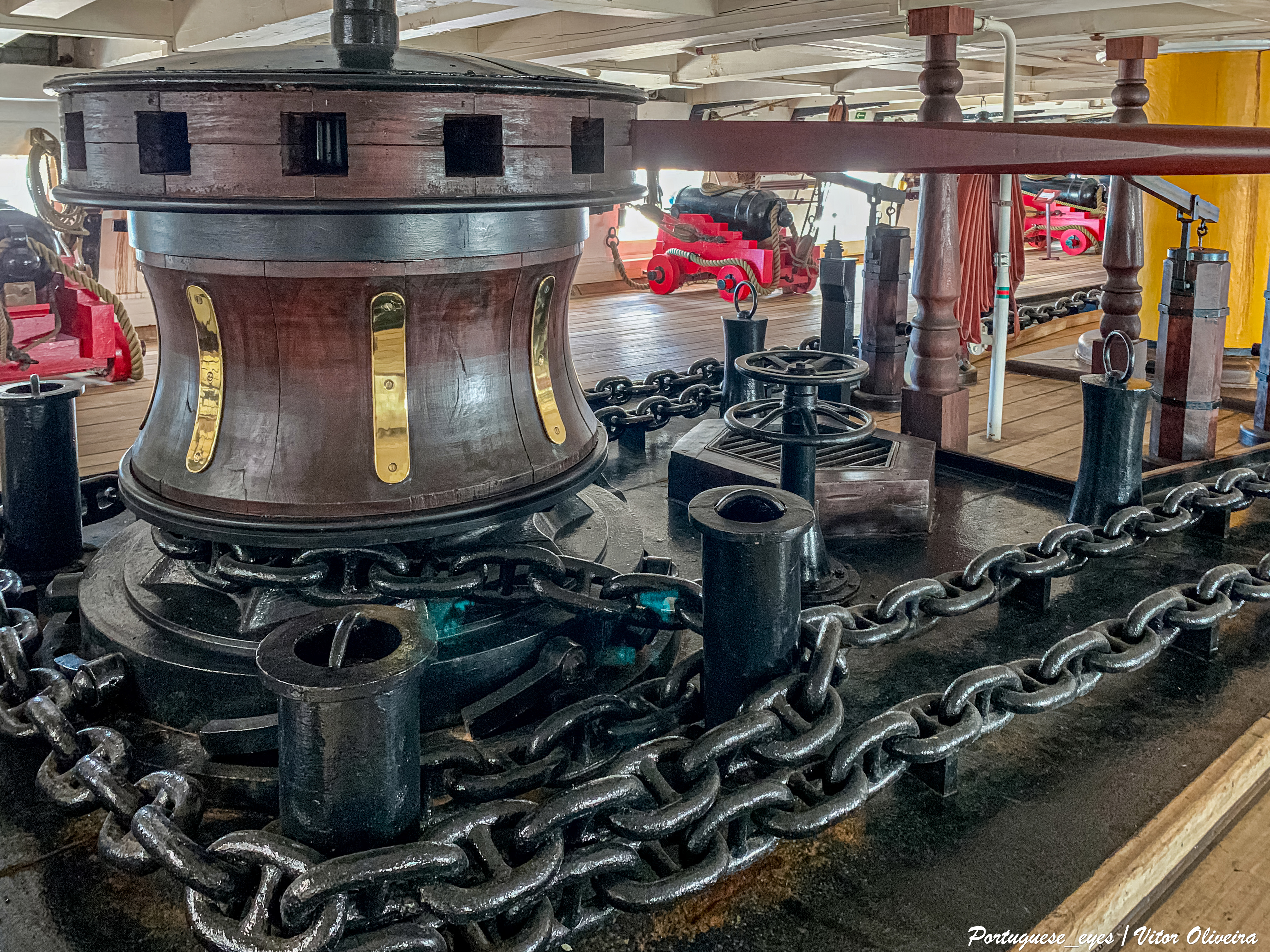
Кабестан
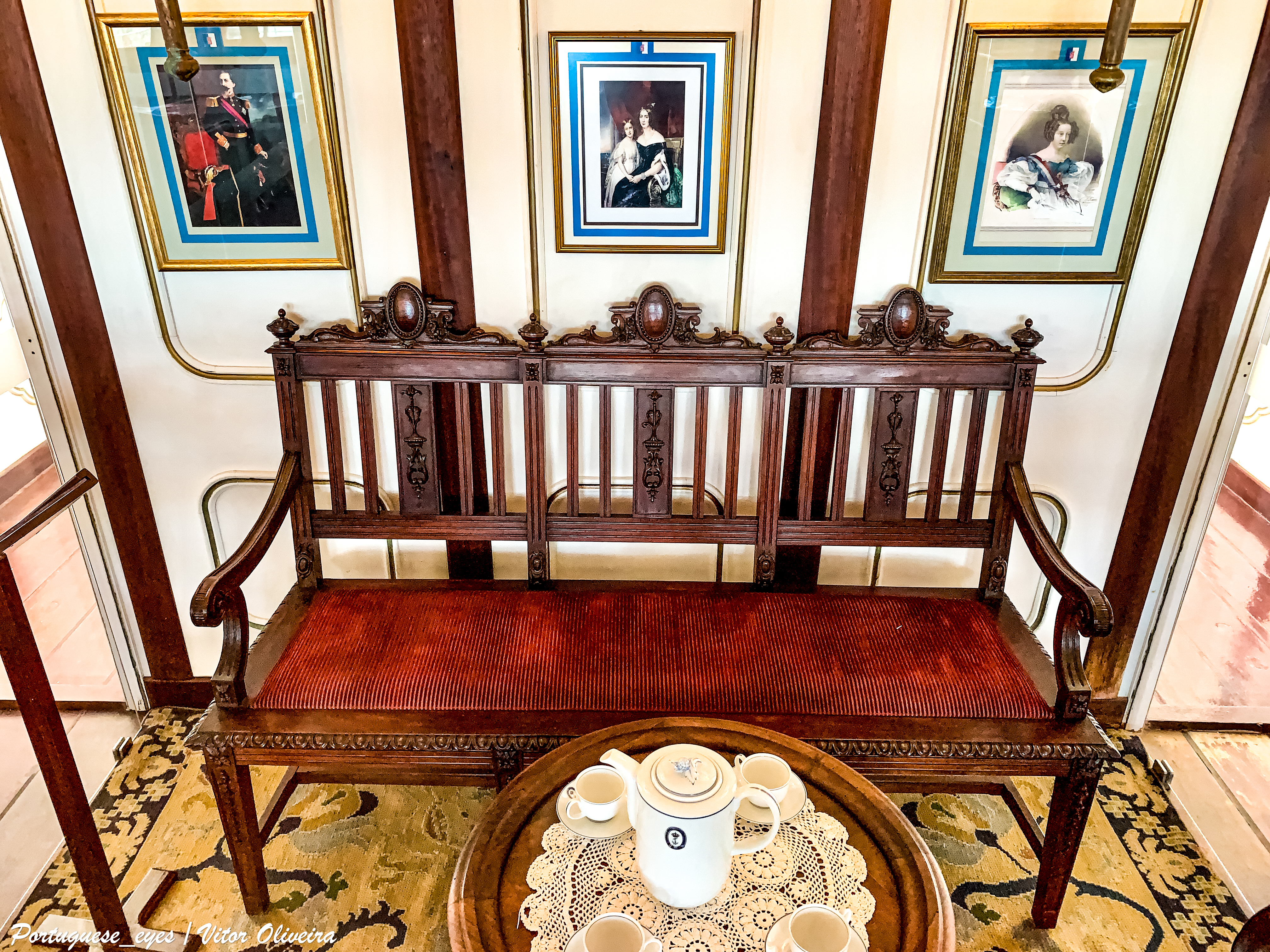
Каюта капитана
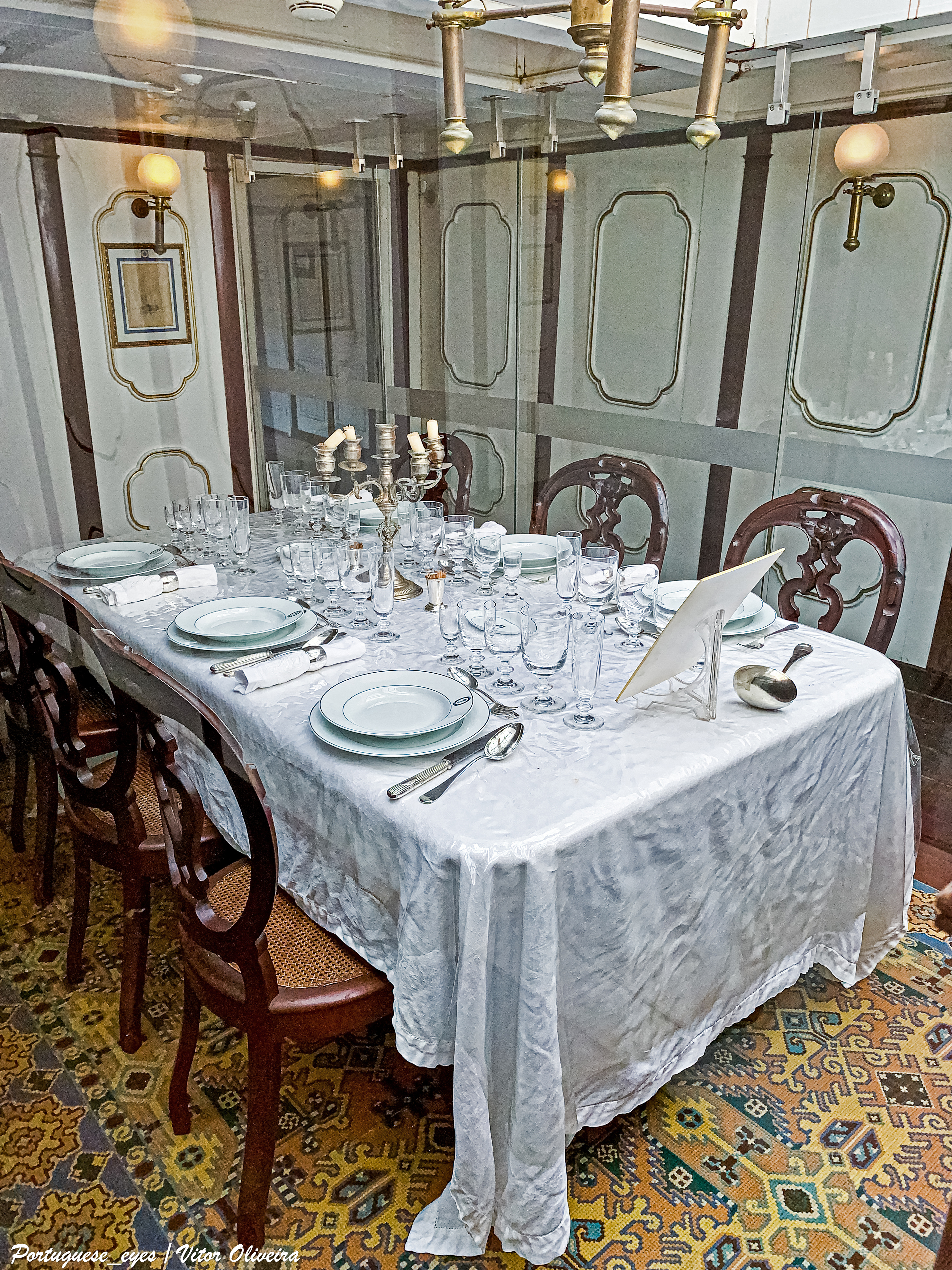
Кают-кампания